# منطقة جولبارجا
جولبارجا أو كلبركة رمزها «GU» (بالإنجليزية: Gulbarga)‏ ، هو تقسيم إداري لدولة الهند تتبع ولاية كارناتاكا (بالإنجليزية: Karnataka)‏ ، مركزها هو مدينة جولبارجا (بالإنجليزية: Gulbarga)‏ عدد سكانها حسب تعداد سنة 2001 هو 3,124,858 ، مساحتها 16,224 كم² وكثافة السكان 193 لكل كم² .